# Bolitoglossa gomezi
Bolitoglossa gomezi е вид земноводно от семейство Plethodontidae.

## Разпространение
Видът е разпространен в Коста Рика и Панама.